# Seimu
Cesarz Seimu (jap. 成務天皇 Seimu tennō) – 13. cesarz Japonii, według tradycyjnego porządku dziedziczenia.
Seimu panował w latach 131–191.
Mauzoleum cesarza Seimu znajduje się w prefekturze Nara. Nazywa się ono Saki no tatanami no ikejiri no misasagi.